# Wasmuth Levin von Wintzingerode
Wasmuth Levin von Wintzingerode (* 10. März 1671 in Adelsborn; † 3. Februar 1752 in Kirchohmfeld) war ein deutscher Adeliger, der als General und Oberbefehlshaber der Truppen in holländischen Diensten stand sowie Domherr in Osnabrück und Herr auf Ohmfeld und seit 1725 Herr auf Wintzingerode war.
Wasmuth Levins Familie stammt aus dem heute thüringischen Eichsfeld. Er ist der jüngste Sohn von Hans Ernst von Wintzingerode (1630–1690) und der Dorothea von Meding. Wasmuth Levin war dreimal verheiratet. Sein ältester Sohn aus zweiter Ehe, Wilhelm Levin Ernst (1738–1781) bediente sich des Freiherrentitels, der im Königreich Preußen nicht beanstandet und im Ausland anerkannt wurde.
Aus seiner Ehe mit Anna Francoise du Hot stammt seine Tochter Levine Rebekka. Diese heiratete 1712 den späteren holländischen Generalleutnant Otto Friedrich von Schack (* 1670; † 1. November 1751).
Am  27. Juni 1731 heiratete er Sophie Maria von Hagen (1694–1741). Der Ehe entstammt Marie Eleonore, Dorothea von Wintzingerode (1733–1780). Sie heiratete am 20. Februar 1752 Achaz Philipp von Wintzingerode (1722–1758). Diese sind die Eltern von Georg Ernst Levin von Wintzingerode.